# Issedon Paterae
Les Issedon Paterae sont des édifices volcaniques, plus précisément un quadruplet de paterae, à la surface de Mars,,.